# Válení
Válení je zemědělská operace při zpracování půdy. Jejím cílem je utužení ornice, rozbití hrud a utužení seťového lůžka, ke které se používají válce. Je to jedna z operací před setím. Po zasetí se jím utužuje půda, urovnává povrch a hlavně se zajištují lepší vláhové poměry pro vzcházení.